# Kevedobra
Kevedobra (szerbül Добрица / Dobrica, németül Dobritz) falu Szerbiában, a Vajdaságban, a Dél-bánsági körzetben. Közigazgatásilag Alibunárhoz tartozik.

## Fekvése
Pancsovától északra, Kismargita, Számos és Ferdinándfalva közt fekvő település.

## Története
Kevedobra, a Terézia-csatorna mellett fekvő település. A középkorban Dobravicza néven említették az oklevelek, és 1425-ben a Dobraviczai család birtoka volt.
Kevedobra a török hódoltság alatt is lakott maradt, az 1717. évi összeíráskor a pancsovai kerülethez tartozó községek közé sorolták, 15 lakott házzal. A pancsovai kerület lakott helyei között tüntették fel a Mercy-féle térképen is. Az 1761. évi térkép Kevedobrát a becskereki kerülethez számítja.
1768-1773-ban, amikor megszervezték a németbánsági katonai határőrvidéket Kevedobrát is ahhoz csatolták s később a 12. számú bánsági ezred egyik századának székhelye lett. A Határőrvidék feloszlatása után Torontál vármegyéhez került.
A trianoni békeszerződés előtt Torontál vármegye Alibunári járásához tartozott.

## Népesség
1910-ben  2989 lakosából 55 fő magyar, 114 fő német, 5 fő szlovák, 173 fő román, 2617 főszerb, 12 fő egyéb anyanyelvű volt. Ebből 121 fő római katolikus, 5 fő görögkatolikus, 12 fő református, 17 fő ág. hitv. evangélikus, 2796 fő görögkeleti ortodox, 20 fő izraelita, 5 fő egyéb vallású volt. A lakosok közül 1321 fő tudott írni és olvasni, 347 lakos tudott magyarul.

## Források

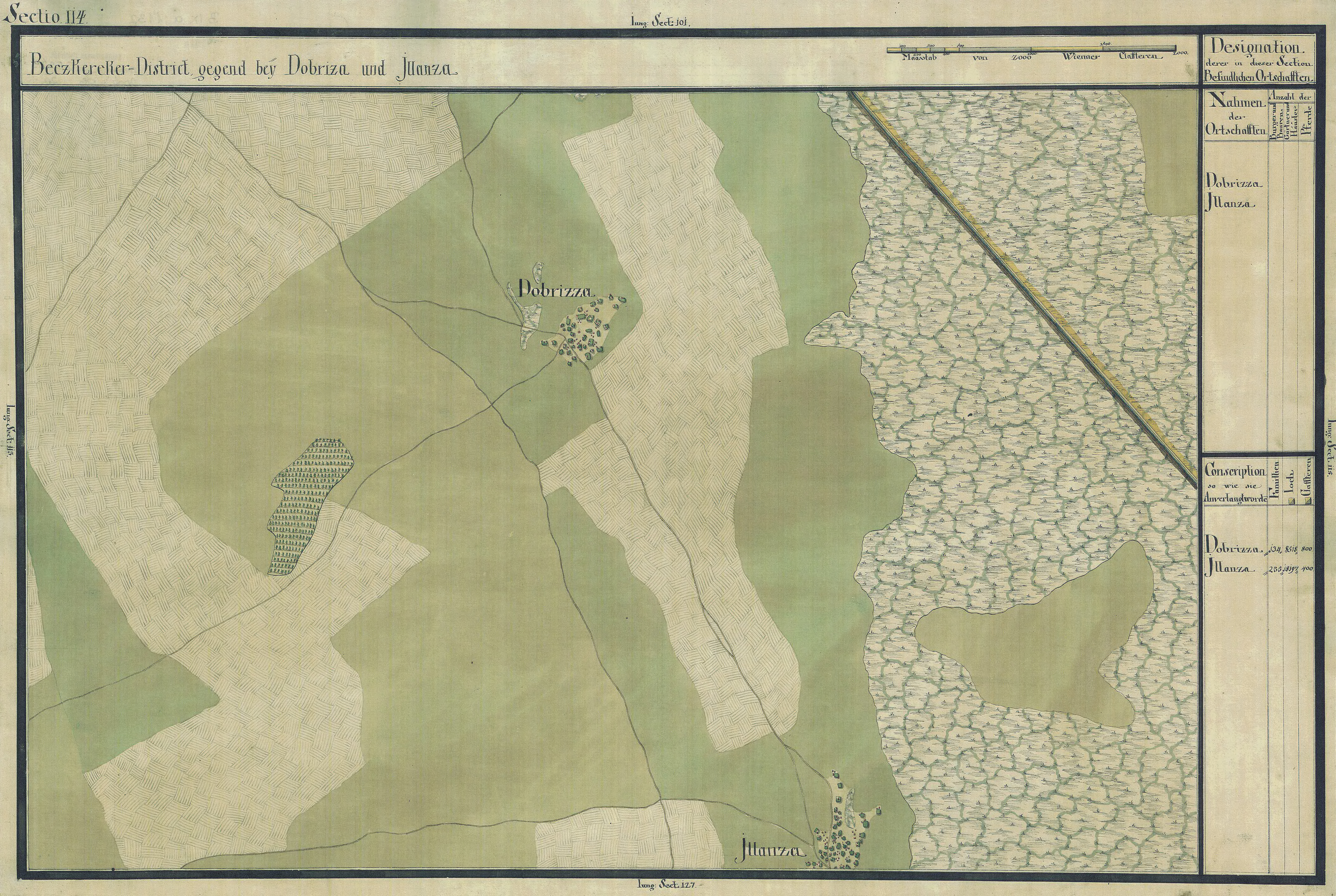
Kevedobra egy régi térképen

### Demográfiai változások
| 1948 | 1953 | 1961 | 1971 | 1981 | 1991 | 2002 | 2011 |
| ---- | ---- | ---- | ---- | ---- | ---- | ---- | ---- |
| 2666 | 2632 | 2617 | 2376 | 2006 | 1621 | 1344 | 1076 |